# Max Behrens
Max August Heinrich Casper Behrens (* 9. Februar 1886 in Hamburg; † 1. September 1967 ebenda) war ein Altonaer Senator, Sozialdemokrat und nach 1945 Bezirksleiter der IG Chemie-Papier-Keramik.

## Leben
Am 14. August 1907 heiratete er Luise Marie Wilhelmine Dorothea Keul. Im Jahr 1907 traten beide (mit dem dafür erforderlichen Mindestalter von 21 Jahren) in die Sozialdemokratische Partei ein.
Im Jahr 1914 wurde er eingezogen und war bis Ende des Ersten Weltkrieges 1918 ununterbrochen als Soldat an der Front in Frankreich (u. a. Verdun u. Duomont) und kehrte 1918 aus der Kriegsgefangenschaft nach Hamburg zurück.
Ab 1919 war er Stadtverordneter in Altona. Er war von Mai 1926 bis Dezember 1927 unbesoldeter Senator des Altonaer Magistrats.
Behrens wurde im Jahr 1946 in die Ernannte Hamburgische Bürgerschaft berufen und schloss sich der Gewerkschaftsfraktion an. Im Jahr 1947 zählte Behrens zu den Wiederbegründern des Bestattungsvereins, war von 1949 bis 1962 Vorstandsmitglied des GBI Großhamburger Bestattungsinstitut und später Ehrenvorsitzender.